# Wizzard
Wizzard var ett brittiskt glamrockband bildat 1972 av Roy Wood. Wood hade tidigare även bildat och varit med i grupperna The Move och Electric Light Orchestra. Gruppen gav under sin korta karriär ut två album. Ett tredje album, Main Street gavs inte ut förrän långt senare, då skivbolaget Jet Records tyckte att stilen på denna LP avvek för mycket från det Phil Spector-inspirerade glamrocksound gruppen gjort sig kända för. De är mest kända för sin julsingel från 1973 "I Wish It Could Be Christmas Everyday", som har spelats under varje julsäsong i Storbritannien sedan den släpptes.
Wizzard hade två singlar placerade på englandslistans förstaplats under 1973, "See My Baby Jive" och uppföljaren "Angel Fingers". Gruppen upplöstes 1975 och Roy Wood övergick helt till den solokarriär han skött vid sidan av arbetet med Wizzard. 
Wood är fortfarande musikaliskt aktiv, men sedan 70-talets mitt har framgångarna uteblivit.

## Diskografi
Album
- Wizzard Brew (1973) (EMI)
- Introducing Eddy & the Falcons (1974) (Warner)
- Main Street (2000) (Edsel, inspelad 1975)

Singlar
- Ball Park Incident - 1972 (UK #6)
- See My Baby Jive - 1973 (UK #1)
- Angel Fingers (A Teen Ballad) - 1973 (UK #1)
- I Wish It Could Be Christmas Everyday - 1973 (UK #4)
- Rock 'N' Roll Winter (Loony's Tune) - 1974 (UK #6)
- This Is The Story of My Love (Baby) - 1974 (UK #34)
- You Got Me Running - 1974
- Are You Ready to Rock - 1974 (UK #8)
- Rattlesnake Roll - 1975
- Indiana Rainbow - 1976